# Chilenska havet

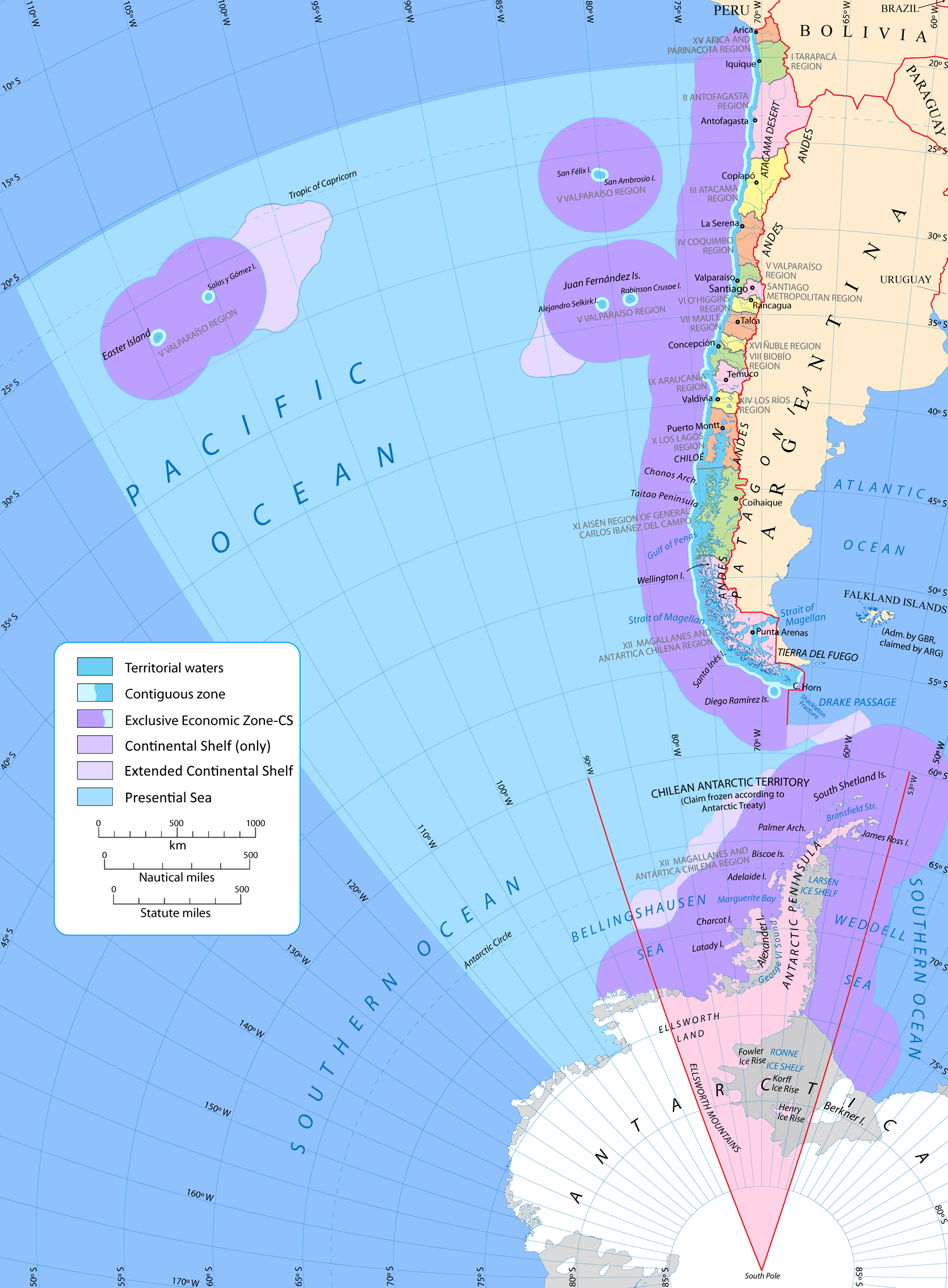

Chilenska havet är den del av Stilla havet som ligger väster om det chilenska fastlandet. Namnet fastställdes av den chilenska regeringen i ett dekret den 30 maj 1974, där man skrev att "Vattnen som omgärdar eller gränsar till nationens territorium ska kallas Mar Chileno".